# Caseros (subte de Buenos Aires)
Caseros es una estación de la línea H de la red de subterráneos de la ciudad de Buenos Aires ubicada en la intersección de las avenidas Jujuy y Caseros, en el barrio de Parque Patricios.
Posee una tipología subterránea con 2 andenes laterales y dos vías. Posee un vestíbulo superior que conecta las plataformas con los accesos en la calle mediante escaleras, escaleras mecánicas y ascensores; además posee indicaciones en braille en gran parte de sus instalaciones como así también baños adaptados y servicio de Wi-Fi público.

## Historia
Fue inaugurada en dos ocasiones. La obra civil se inauguró el 31 de mayo de 2007, pero la apertura al servicio de pasajeros recién tuvo lugar el 18 de octubre de 2007 junto con las estaciones Once, Venezuela, Humberto I e Inclán. Funcionó como terminal-sur provisoria durante cuatro años, hasta la inauguración de Parque Patricios.
En el diseño de la estación participó el estudio de arquitectura Berdichevsky-Cherny.

## Decoración
En el tímpano y vestíbulo se encuentran obras sobre Astor Piazzolla, Eduardo Arolas y Julio de Caro del artista Hermenegildo Sábat, como parte del paseo cultural del tango.

## Hitos urbanos
Se encuentran en las cercanías de esta:
- Parque Florentino Ameghino
- Instituto Bernasconi
  - Escuela Primaria Común N° 1 Dr. Carlos Saavedra Lamas
  - Escuela Primaria Común N° 2 Dr. Rafael Bielsa
  - Escuela Primaria Común N° 3 Dr. Juan Ángel Golfarini
  - Museo Geográfico y Museo de Ciencias Naturales Dr. Juan B. Terán y Dr. Ángel Gallardo
- Antigua cárcel de Caseros
- Hospital de Gastroenterología Dr. Carlos Bonorino Udaondo
- Hospital de Pediatría Prof. Dr. Juan Pedro Garrahan
- Hospital de Infecciosas Dr. Francisco Javier Muñiz
- Hospital Materno Infantil Ramón Sardá
  - Biblioteca del Hospital Materno Infantil Ramón Sardá
- Cuartel II Patricios de los Bomberos de la Policía Federal Argentina
- Comisaría N° 32 de la Policía Federal Argentina
- Escuela Técnica N.º 7 Dolores Lavalle
- Escuela Primaria Común N.º 18 Juan Enrique Pestalozzi

## Imágenes

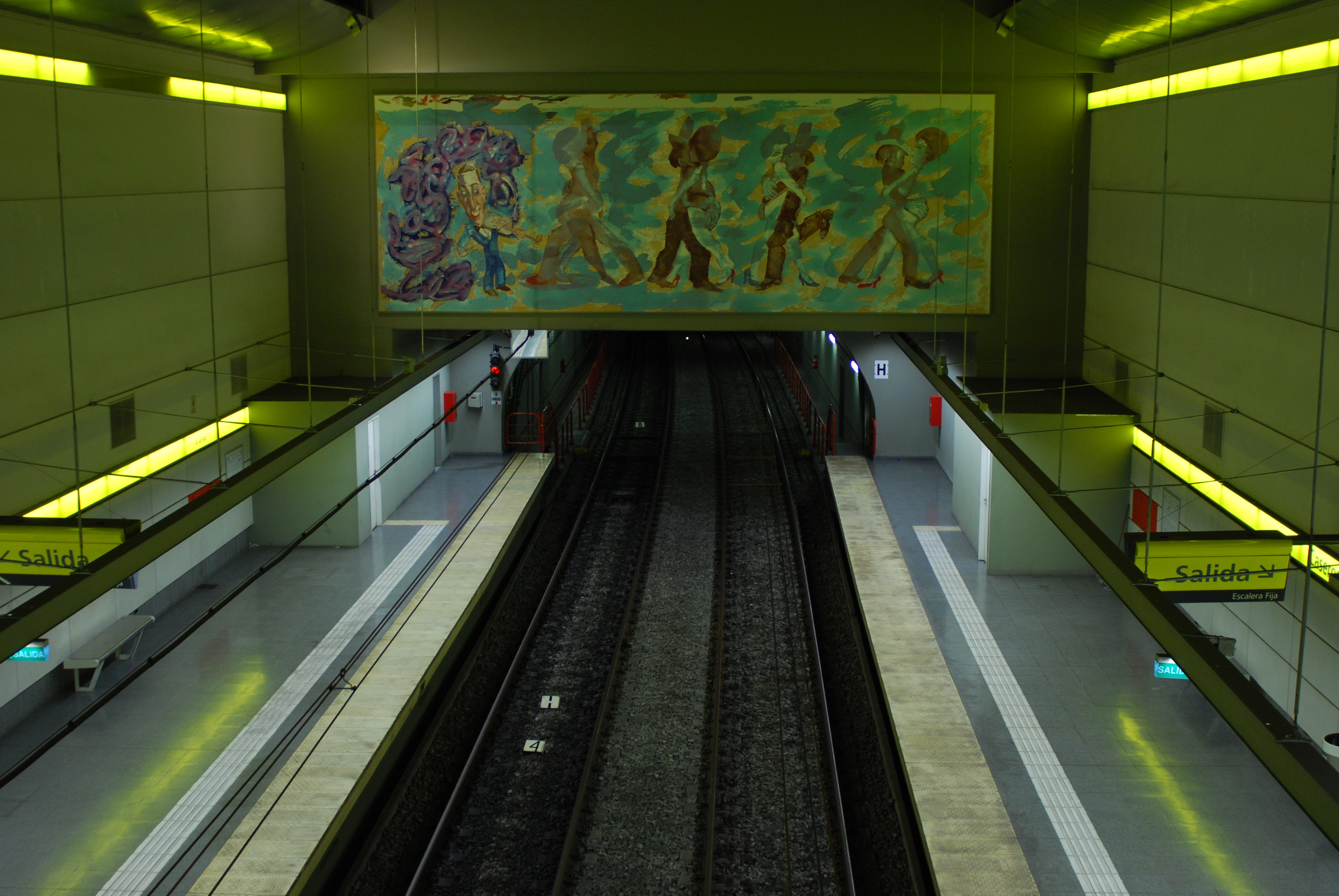
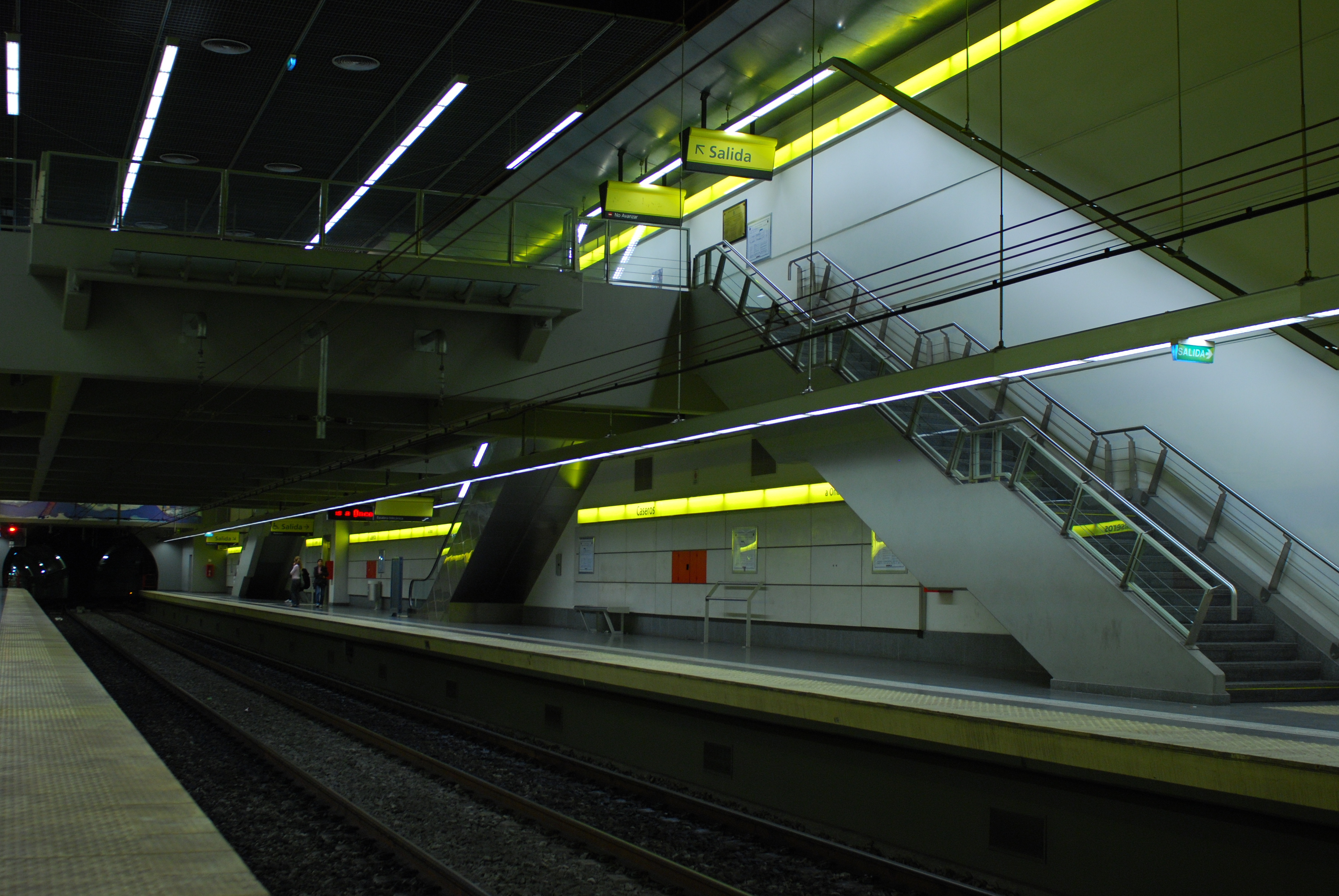
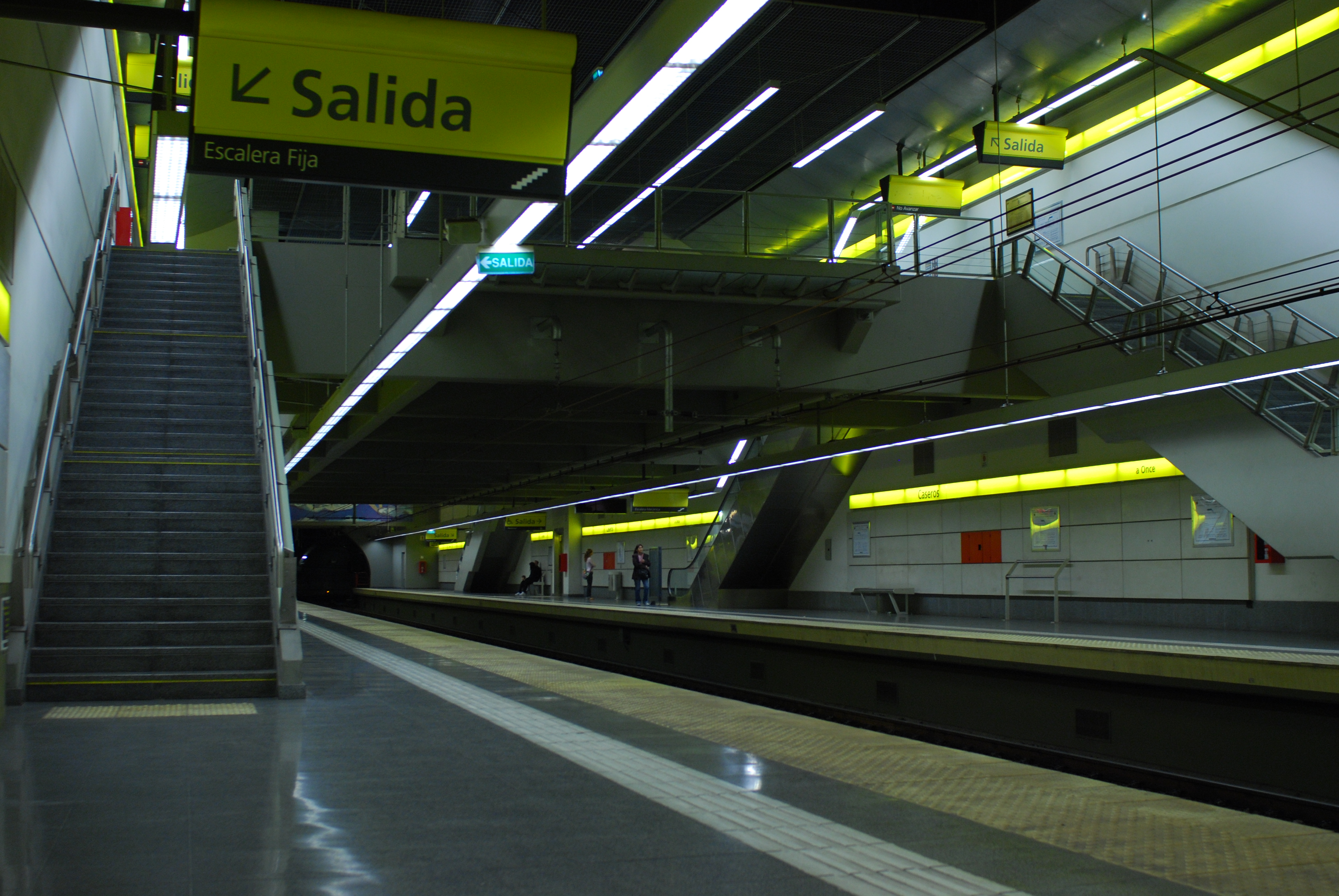
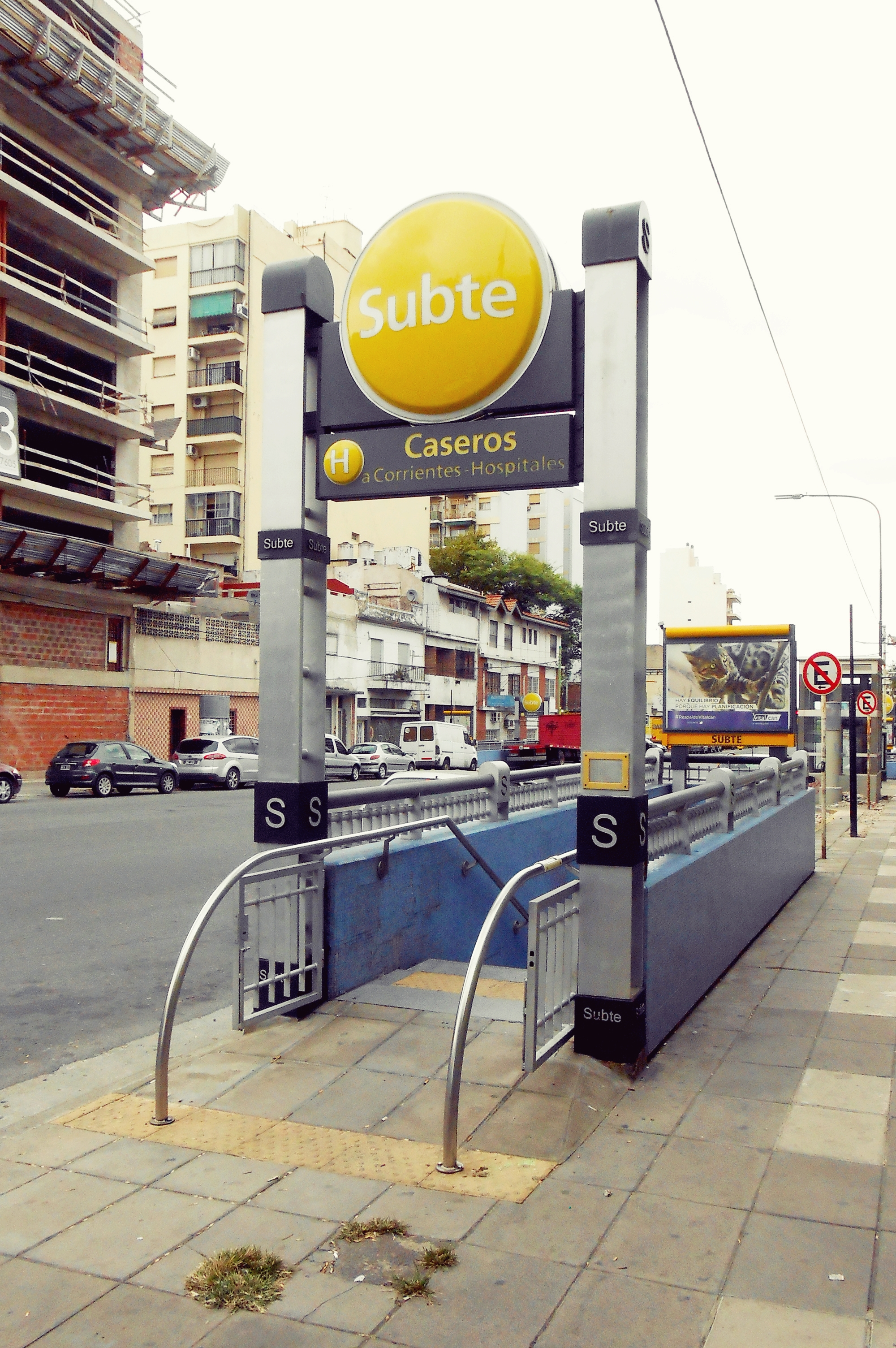